# リチャード・オブライエン
リチャード・オブライエン（Richard O'Brien、1942年3月25日 - ）は、イギリスの俳優、声優である。代表作は『ロッキー・ホラー・ショー』など。

## 来歴
1942年、イングランドのチェルトナム生まれ。その後、会計士だった父親が羊牧場を経営する決心をしたため、一家は1951年にニュージーランドのタウランガへ移住した。しばらくオブライエン自身もニュージーランドで過ごした後、1964年に単身イギリスへ帰国。
もともとコミックやホラー映画などが好きだったこともあり、帰国後はエンターテイメント業界を目指して舞台やステージ歌手などで活動した。またその頃すでにイギリス国内に「リチャード・スミス」という俳優がいたため、もともとの苗字である「スミス」を「オブライエン」へ変えている。俳優としてその後も舞台で活躍し、順調にキャリアを重ねていく一方で、作家としての才能も発揮し、その才能は後に映画化されるミュージカル映画『ロッキー・ホラー・ショー』でも活かされている。
1970年代初頭から本格的に俳優としてのキャリアをスタートさせ、1975年に『ロッキー・ホラー・ショー』で、原案・出演・脚本の3役を務めて注目を集める。同作品はリチャードが原案の同タイトルの舞台劇を映画化したミュージカルホラー映画で、ユニークかつ奇抜な映画として人気を得てカルト映画としても高く評価された。1981年には続編の『ショック・トリートメント』も製作され、オブライエンも違う役柄で出演、かつ音楽と脚本で続投した。その後もテレビドラマや映画などで活躍し、近年では子供向けアニメ『フィニアスとファーブ』でレギュラーキャストの声優として2014年まで出演していた。

### 私生活
3度の結婚歴があり、最初の結婚で1児、2度目の結婚で2児が生まれている。2度の結婚は離婚に終わったが、2013年にSabrina Grafという女性と再婚している。また、自身を男性7割、女性3割のトランスジェンダーと語っている。

## 出演作品

### 映画
- Carry on Cowboy (1966)
- 恐怖の蝋人形 Chamber of Horrors (1966)
- ある愛のすべて Zee and Co. (1972)
- グレタの性生活 Four Dimensions of Greta (1972)
- ロッキー・ホラー・ショー The Rocky Horror Picture Show (1975)
- ジュビリー/聖なる年 Jubilee (1978)
- The Odd Job (1978)
- フラッシュ・ゴードン Flash Gordon (1980)
- ショック・トリートメント Shock Treatment (1981)
- デジタル・ドリーム Digital Dreams (1983)
- レボリューション・めぐり逢い Revolution (1985)
- ウィロビー・チェイスのおおかみ The Wolves of Willoughby Chase (1989)
- スパイス・ザ・ムービー Spice World (1997)
- ダークシティ Dark City (1998)
- エバー・アフター EverAfter (1998)
- The Mumbo Jumbo (2000)
- ダンジョン&ドラゴン Dungeons & Dragons (2000)
- 帰ってきたエルヴァイラ Elvira's Haunted Hills (2001)
- The Ten Commandments (2006) ※テレビ映画
- Tales of the Fourth Dimension (2009) ※ビデオ作品
- ミッドナイト・トレイン Night Train (2009)
- ジャックブーツ・オン・ホワイトホール Jackboots on Whitehall (2010)
- フィニアスとファーブ/ザ・ムービー Phineas and Ferb the Movie: Across the 2nd Dimension (2011) ※テレビ映画

### テレビドラマ
- ITV Playhouse (1977)
- プレミア Premiere (1977)
- ディック・フランシス・ミステリー The Dick Francis Thriller: The Racing Game (1979)
- Rushton's Illustrated (1980)
- ロビン・フッドの冒険 Robin of Sherwood (1986)
- ミステリートレイン Mystery Train (1991)
- Full Stretch (1993)
- The Ink Thief (1994)
- Mongrels (2011)

### テレビアニメ
- フィニアスとファーブ Phineas and Ferb (2007 - 2014)

### ビデオゲーム
- The Rocky Interactive Horror Show (1999)